# Karpenisi
Karpenisi (řecky Καρπενήσι) je město v Řecku. Je správním střediskem regionální jednotky Euritánie v kraji Střední Řecko a nachází se 200 km severozápadně od Athén. Město má 8 575 obyvatel a ve stejnojmenné obci žije 13 105 obyvatel.
Město leží na úpatí hory Tymfristos v nadmořské výšce 960 m a protéká jím řeka Karpenisiotis. Je střediskem horské turistiky a získalo přezdívku „řecké Švýcarsko“. Oblast Euritánie je známa bohatou vegetací a množstvím památek, z nichž nejznámější je klášter Prousos.
Dokladem antického osídlení je zlatý poklad z Karpenisi pocházející ze 3. století př. n. l. Název města pochází z arumunského výrazu pro habr kárpinu. V sedmnáctém století zde působil církevní učitel Eugenios Aitolos, který nechal postavit místní kostel. Součástí řecké osvobozenecké války byla bitva u Karpenisi 21. srpna 1823, v níž padl Markos Botsaris. V okolí Karpenisi probíhaly za druhé světové války boje s německými okupanty, které připomíná muzeum odboje ve vesnici Koryschades.